# Понте Таро (Парма)
Понте Таро (итал. Ponte Taro) је насеље у Италији у округу Парма, региону Емилија-Ромања.
Према процени из 2011. у насељу је живело 2408 становника. Насеље се налази на надморској висини од 61 м.